# Lista de canções gravadas por 4Minute
Esta é uma lista de canções do girl group sul-coreano 4Minute.

## 0–9
| Canção          | Compositor                                    | Álbum         | Ano  |
| --------------- | --------------------------------------------- | ------------- | ---- |
| "4Minutes Left" | Shinsadong Tiger, Im Sang-hyuk, Choi Kyu-sung | 4Minutes Left | 2011 |
| "24/7"          | Lee Sangho, Seo Jaewoo, Seo Yongbae           | Harvest Moon  | 2013 |

## A
| Canção         | Compositor           | Álbum   | Ano  |
| -------------- | -------------------- | ------- | ---- |
| "Already Gone" | Im Sang-hyuk, Da9297 | Diamond | 2010 |

## B
| Canção       | Compositor                                                         | Álbum          | Ano  |
| ------------ | ------------------------------------------------------------------ | -------------- | ---- |
| "Bababa"     | Kang Ji-won, Kim Kibum                                             | Hit Your Heart | 2010 |
| "Badly"      | Im Sang-hyuk, Lee Joo-hyung, Heo Ga-yoon, Jeon Ji-yoon             | 4Minutes Left  | 2011 |
| "Black Cat"  | Chang Jun Ho, Min Yeon Jae, Gong Hyun Sik                          | Volume Up      | 2012 |
| "Black Swan" | Yoon Hyejoo, Nassun, Lars Aass, Ole Henrik Antonsen, Claudia Mills | Harvest Moon   | 2013 |

## C
| Canção                  | Compositor                   | Álbum          | Ano  |
| ----------------------- | ---------------------------- | -------------- | ---- |
| "Cool and Natural"      | Kim Kibum, Kang Ji-won       | Hit Your Heart | 2010 |
| "Can't Make Up My Mind" | HOOKs, Jeff Miyahara, Hiromi | Diamond        | 2010 |

## D
| Canção             | Compositor                    | Álbum           | Ano  |
| ------------------ | ----------------------------- | --------------- | ---- |
| "Dreams Come True" | Kim Dong-hyon, Kanata Okajima | Best of 4Minute | 2010 |
| "December"         | Nao                           | Diamond         | 2010 |
| "Dream Racer"      | The Koxx                      | Volume Up       | 2012 |
| "Domino"           | Min Yeonhae, Faces of Glory   | Name is 4Minute | 2013 |

## F
| Canção         | Compositor                                        | Álbum           | Ano  |
| -------------- | ------------------------------------------------- | --------------- | ---- |
| "For Muzik"    | Jeon Ji Yoon, Lee Sang-ho                         | For Muzik       | 2009 |
| "Funny"        | Kim Do-hoon, Kim Jin-hwan, Choi Gab-won           | For Muzik       | 2009 |
| "First"        | Shinsadong Tiger, Kanata Okajima                  | Best of 4Minute | 2010 |
| "Femme Fatale" | M (Lee Min Woo), David Kim (Day Day), Kim Do Hyun | Volume Up       | 2012 |

## G
| Canção             | Compositor                                   | Álbum           | Ano  |
| ------------------ | -------------------------------------------- | --------------- | ---- |
| "Get On The Floor" | Kim Dong Yeol, Im Sang Hyuk                  | Volume Up       | 2012 |
| "Goodbye"          | Hidehiko Morino, Takashi Fukuda              | Best of 4Minute | 2012 |
| "Gimme That"       | Im Sanghyuk, Kim Taeho, Son Youngjin, Slrppy | Name is 4Minute | 2013 |

## H
| Canção           | Compositor                       | Álbum          | Ano  |
| ---------------- | -------------------------------- | -------------- | ---- |
| "Hot Issue"      | Shin Sa-dong Tiger, Jeon Hye-won | For Muzik      | 2009 |
| "HuH"            | Shinsadong Tiger, Yong Jun-hyung | Hit Your Heart | 2010 |
| "Highlight"      | Kang Ji-won, Kim Kibum           | Hit Your Heart | 2010 |
| '"Hide & Seek"   | Shinsadong Tiger, Choi Kyu-sung  | Diamond        | 2010 |
| "Heart to Heart" | Shinsadong Tiger, Choi Kyu-sung  | 4Minutes Left  | 2011 |

## I
| Canção           | Compositor                     | Álbum          | Ano  |
| ---------------- | ------------------------------ | -------------- | ---- |
| "I My Me Mine"   | Lee Sang-ho, Shinsadong Tiger  | Hit Your Heart | 2010 |
| "Invitation"     | Im Sang-hyuk, Shinsadong Tiger | Hit Your Heart | 2010 |
| "I'm Ok"         | Rado                           | Volume Up      | 2012 |
| "Is It Poppin'?" | Brave Brothers                 | TBA            | 2013 |

## L
| Canção         | Compositor                          | Álbum           | Ano  |
| -------------- | ----------------------------------- | --------------- | ---- |
| "Love Tension" | Kim Do-hoon, Lee Sang-ho, Rina Moon | Best of 4Minute | 2012 |

## M
| Canção          | Compositor                   | Álbum         | Ano  |
| --------------- | ---------------------------- | ------------- | ---- |
| "Muzik"         | Lee Sangho, ShinSadong Tiger | For Muzik     | 2009 |
| "Mirror Mirror" | Shinsadong Tiger, blue Magic | 4Minutes Left | 2011 |

## N
| Canção      | Compositor                                 | Álbum        | Ano  |
| ----------- | ------------------------------------------ | ------------ | ---- |
| "Nightmare" | Lee Sangho, Mario, Seo Jaewoo, Seo Yongbae | Harvest Moon | 2013 |

## P
| Canção    | Compositor    | Álbum         | Ano  |
| --------- | ------------- | ------------- | ---- |
| "Pretend" | Choi Kyu-sung | 4Minutes Left | 2011 |

## R
| Canção     | Compositor                                                    | Álbum           | Ano  |
| ---------- | ------------------------------------------------------------- | --------------- | ---- |
| "Ready Go" | Jang Jun-Ho, Gong Hyun-Sik, Leemssang, Seo Jae-Woo, Kim Taeho | Best of 4Minute | 2011 |

## S
| Canção              | Compositor                                   | Álbum         | Ano  |
| ------------------- | -------------------------------------------- | ------------- | ---- |
| "Superstar"         |                                              |               | 2010 |
| "Sweet Suga Honey!" | Jang Jun-ho, Gong Hyun-sik, Sugar Flow       | 4Minutes Left | 2011 |
| "Say My Name"       | Seo Yong Bae, Seo Jae Woo                    | Volume Up     | 2012 |
| "Ssessesse"         | Lim Sanghyuk, Ji Yoon, Park SooSeok, Kikaflo | Harvest Moon  | 2013 |

## V
| Canção      | Compositor             | Álbum     | Ano  |
| ----------- | ---------------------- | --------- | ---- |
| "Volume Up" | Shinsadong Tiger, Rado | Volume Up | 2012 |

## W
| Canção              | Compositor                                                                                | Álbum           | Ano  |
| ------------------- | ----------------------------------------------------------------------------------------- | --------------- | ---- |
| "What a Girl Wants" | Hwang Sung-jin, Lee Sang-ho, Shin Sa-dong Tiger                                           | For Muzik       | 2009 |
| "Won't Give You"    | Shin Sa-dong Tiger, Choi Kyu-sung                                                         | For Muzik       | 2009 |
| "Who's Next?"       | Shinsadong Tiger                                                                          | Hit Your Heart  | 2010 |
| "Why"               | Rhymer, MasterKey, Kanata Okajima                                                         | Best of 4Minute | 2011 |
| "Why Not"           | Remee Sigvardt, Mich Hansen, Keeley Hawes, Robert S. Nevil, Thomas Troelsen, Yoon Hye Joo | Harvest Moon    | 2013 |
| "What’s Your Name?" | Brave Brothers, Kokki, Lee Kingdom                                                        | Name is 4Minute | 2013 |
| "Whatever"          | D3O, Aileen De La Cruz, Kim Taeho                                                         | Name is 4Minute | 2013 |

## Y
| Canção     | Compositor           | Álbum         | Ano  |
| ---------- | -------------------- | ------------- | ---- |
| "You Know" | Im Sang-hyuk, Da9297 | 4Minutes Left | 2011 |

## Outras canções
| Canção          | Álbum  | Ano  |
| --------------- | ------ | ---- |
| "Jingle Jingle" | Nenhum | 2009 |
| "Freestyle"     | Nenhum | 2011 |